# 三星Galaxy SL
Samsung Galaxy SL是韓國三星電子在2011年2月推出的中高階智能手機。此機搭載Cortex-A8 1GHz處理器，4GB內置快閃記憶體，4吋 480×800像素Super Clear LCD觸控屏幕，五百萬像素相機。